# 多意识体
多意识体（英語：multiplicity, plurality）是指一个人类身体中存在两个或以上自主意识的状态。这些意识的集体常被称为一个“系统”（system），系统中的单个意识常被称为“意识体（Consciousness）”“成员”（member 或 headmate）或“人格”（alter）。多意识体现象出现在临床心理学与网络社群中，具体含义与接受程度在不同语境中可能存在差异。
在心理学中，多意识体常与解离性身份障碍（Dissociative Identity Disorder, DID）或其他解离性障碍有关联。在这类诊断中，个体表现出两个或更多身份状态，各有独立的思维、记忆与行为模式。根据国际创伤与解离研究学会（ISSTD）发布的临床指南，DID 常被认为是一种对极端早期创伤的适应性反应，具有明确的身份分化、记忆断裂与功能障碍特征。
然而，网络社群中的“多意识体”定义更为广泛，部分成员并不认为自己患有精神疾病，而是以“多重性”（plurality）作为身份的一部分。这种观点在Pluralpedia等资源中有系统阐述，主张将多意识体作为一种自我认同而非病理状态加以理解。
与多意识体相对地，一个人类身体中只存在一个自主意识的状态被称为单意识体（Singlet），这是大多数人类的状态。介于单意识体和多意识体之间的状态则被社群称为谱系中间者（median）。

## 多意识体的分类

### 医学与病理性分类
在精神病理学中，多意识体现象主要通过解离性障碍进行分类，依据《精神疾病诊断与统计手册第五版》（DSM-5）与《国际疾病分类第十一版》（ICD-11）的标准，主要包括以下几种相关诊断：
解离性身份障碍（DID）
解离性身份障碍为主要的病理性多意识体表现，个体表现出两个或以上的“身份状态”，这些身份分别掌控行为，并伴有显著的记忆断裂与功能障碍。该障碍常与严重、持续的童年创伤（如虐待、忽视）相关联。
在临床理论中，结构解离理论（Structural Dissociation Theory）是对 DID 病因的常见解释路径之一。该理论认为，个体人格在早期遭遇极端创伤时无法整合，形成“表面正常人格部分”（Apparently Normal Parts, ANPs）与“情绪人格部分”（Emotional Parts, EPs）。这类“结构性解离”不仅体现在记忆和意识上，也涉及功能角色的分裂与人格结构的稳定化。
其他特定的解离性障碍（OSDD）
其他特定的解离性障碍适用于那些未完全符合 DID 标准，但仍展现身份交替、意识割裂、强烈内在角色等特征的个体。OSDD 的临床表现可能较轻微或较模糊，分类也较灵活。
解离性恍惚障碍（Possession-form Dissociative Disorder）
解离性恍惚障碍是指在某些文化与宗教语境中，个体表现出“被附身”状态，也被纳入解离障碍的范畴。ICD-11 允许此类文化相关解离现象的分类与诊断。

#### 病理分类的批评与反思
尽管上述分类在临床应用中具有实用价值，但也面临批评：
- 一些社群成员认为，过度病理化会忽视系统的适应性与身份价值[12]。
- DSM 与 ICD 对解离现象的文化差异与多样化表达缺乏充分考虑[13]。
- 医学模式往往聚焦“整合治疗”与功能恢复，而非接受多样意识结构本身的合法性[14]。

因此，虽然病理性分类在医疗场域中仍为主导模式，但在更广泛的社会与文化讨论中，已逐渐与社群导向的非病理分类并存发展。

### 埃蒙加德分类法

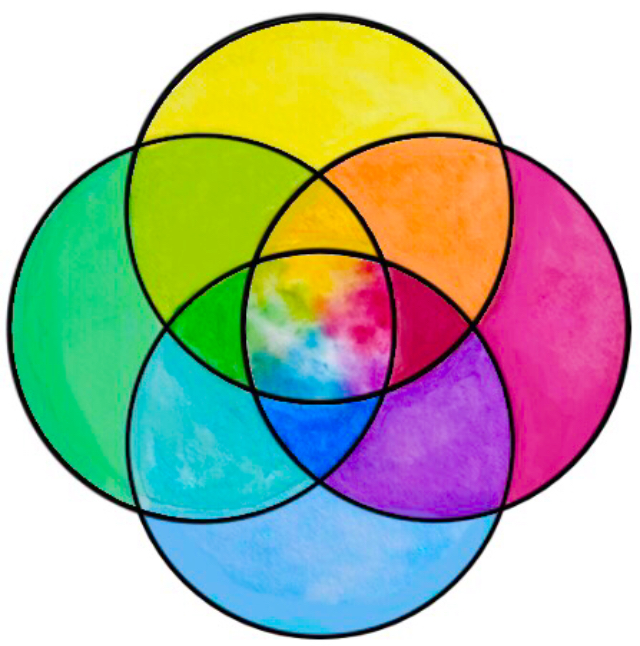
埃蒙加德环，描述了埃蒙加德分类法，绿色代表适应型，蓝色代表自发型，红色代表创造型，中间代表混合型，黄色代表未知型

埃蒙加德分类法是多意识体社群自主发展出的最具代表性的分类系统，用以更细致地描述系统的形成机制、体验方式与结构，试图超越传统病理分类，强调分类应基于系统形成过程与结构特点，而非是否符合临床疾病标准。该方法将系统归入以下类别（一个系统可能适用于多个标签）：
适应型（Adaptive）：旧称创伤型（Traumagenic），指因应对创伤而形成的系统，常见于 DID 或 OSDD 背景，系统成员可能形成于童年期间的应激反应。
自發型（Spontaneous）：未因创伤而形成，系统是自然出现、灵性或认知演化过程的结果。
创造型（Created）：系统成员为个体主动创造，例如图帕（tulpa）、系魂或其他通过角色扮演、幻想构建等形成的系统。
混合型（Mixed）：系统融合了多种形成机制，成员来源多样，包括创伤性、主动构建与其他方式。
未知型（Unknown）：系统不知道自己的来源是什么，可能因为缺乏知识或丢失记忆等原因。
该分类法不设等级结构，强调系统身份是流动的、主观的、多维度的，每个标签代表一种自我理解路径而非临床定性。

#### 分类方式的意义与应用
埃蒙加德分类法受到社群欢迎，部分原因在于它回避了“真假系统”的争议性判断，更注重尊重系统成员的主观体验。它也为系统成员提供了词汇与标签，便于表达自身经历与建立相似背景的支持网络。
不过，该分类仍面临部分批评，如术语缺乏临床定义、可能导致认同标签泛化，以及不同标签之间界限模糊等问题。尽管如此，它在非病理性系统（尤其是年轻系统、在线社群系统）中已成为重要的身份工具与沟通基础。

#### 争议
这些分类方式在社群内部广泛使用，用于自我理解与建立支持网络，但在学术与医疗语境中仍具争议。部分临床专家担心非创伤性系统的推广可能导致误诊、自我误导或削弱对 DID 的关注；而社群则指出，过于狭隘的诊断标准可能排除了大量真实存在的意识多样性。

## 系统成员
系统成员是系统内各独立意识体的统称。每个成员可能拥有独立的姓名、年龄、性别认同（可能与身体和法律状态不同）、兴趣、语言能力甚至不同的身体感知模式。
部分系统成员拥有与身体的生理性别不同的性别认同，并要求外界在称呼与互动时尊重其自我定义。这种现象在网络社群中被广泛接受，并通过使用个人代词及其他称呼方式来强化。
许多系统是由单意识体发展而来，在这些系统中，存在初始人格。
一些系统内的成员会轮流“前台”（fronting），即控制身体与外界互动。这种“切换”（switching）行为可能是自愿的，也可能是自发的，并在临床研究与社群经验中均有描述。
系统成员间的互动方式各异：有些系统具有清晰的内部交流机制（如内在语音、视觉表征等），而另一些则在成员间存在较高的意识屏障，彼此无法直接沟通。在临床上，这些成员有时被称为“身份状态”或“替代人格”（alters），但网络社群中更偏好使用“成员”“headmates”或“意识体”等中性术语，以避免病理化与标签化。

## 网络社群影响
自2000年代末期以来，Tumblr、Reddit、Discord 及 Pluralpedia 等平台成为多意识体社群的主要聚集地。社群内的用户分享经验、构建术语表、制作教育资料，并推广包容性语言，如使用“成员（member 或 headmate）”“前台（fronter）”与“系统（system）”等中性词汇以避免医学污名。
这些平台也为非临床系统（如内源系统、tulpa 系统）提供了表达身份与寻求支持的空间。在 Tumblr 和 Reddit 上，用户常通过标签系统（如 #pluralgang, #tulpae, #endogenic）形成亚社群，而 Discord 则通过私密服务器维系系统间的交流与情绪支持。
在中国，多意识体社群的发展始于2010年代，最早以百度贴吧“Tulpa吧”“多意识体吧”等小众社区为基础。随后陆续出现专业化平台，如Tulpa之家网站 （页面存档备份，存于），聚焦于图帕现象与实践；以及泛多意识体社群网站，涵盖更广泛的系统类型、术语和经验整理。
近年来，社群逐渐扩展至哔哩哔哩与小红书等主流内容平台，透过短视频、图文日志与UP主讲解，引发更多公众关注。部分内容聚焦于系统日常经验，另一些则试图纠正“多重人格”标签的误解，或者传授创造型系统的生成方法，推动多样意识状态的公共认知与文化正名。

### 社群语言规范
多意识体社群在长时间的网络互动中发展出一套特定的语言规范，用以表达系统成员的存在状态、协调前台轮替，以及确立系统与外界互动的界限。这些用语与规范不仅帮助系统内部沟通，也促进了与非系统者（“单意识体”）之间的理解。

#### 常见术语
- 系统（system）：一个包含多个意识体的集体。
- 成员/系统成员（headmate / system member）：系统内的独立意识体，拥有自主的想法、感受与认同[33]。
- 前台（fronting）：指某一成员当前控制身体、与外界互动的状态。
- 后台（backing）：指某一成员当前不控制身体、不与外界互动的状态。
- 切换/切前台（switching）：成员之间交替控制身体的过程[34]。
- 里世界（innerworld / headspace）：成员在其中生活与互动的心理空间，通常由系统共同构建[35]。

#### 敬语与称谓规范
在多意识体社群中，强调尊重系统成员的姓名、性别认同、代词与自我定义。这些尊重语言实践被广泛应用于 Reddit、Discord 与 Tumblr 等社交平台。以下为常见语言礼仪：
- 在与系统互动时，询问正在前台的是哪位成员，并使用其指定称呼。
- 使用“你们/他们/她们”代替“你/他/她”，避免将整个系统视为单一意识。
- 尊重成员自行定义的身份标签（如年龄、种族认同、灵性背景等），即使与现实法律身份不一致。
- 在非系统者无法确认前台成员身份时，默认使用中性语言或系统设定的集体代词。

#### 内容标记与触发警告
出于对社区成员中可能包含创伤幸存者的考虑，社群鼓励在讨论敏感话题时添加触发警告（Trigger Warning, TW 或 Content Warning, CW）。需要标注警告的内容通常包括：
- 人格切换的详细描述：详细描写人格切换过程可能引发系统内成员的非自愿切换，导致不适或困扰。
- 解离体验的具体描写：对解离状态或相关经历的描述可能使读者重新体验类似情境，引发不适。
- 与多重人格相关的创伤叙述：涉及导致多重人格形成的创伤性事件的详细内容可能引发读者的痛苦回忆。
- 系统内冲突或滥用行为的描写：描述系统内部成员之间的冲突、滥用或其他负面互动可能对读者产生负面影响。
- 医疗过程的详细描述：关于相关疾病医疗过程的详细描述，可能引发有相关经验的读者不适。

#### 辩词与争议术语
社群中对于某些术语的使用仍存争议。例如，“人格”（alter）在医学文献中使用广泛，但被部分系统视为贬低或物化；他们更倾向使用“成员”或“意识体”。
同样地，将系统分类为“真正的 DID”与“伪系统”被认为具有排他性，不利于多样经验的接纳。社群语言规范的核心，是在交流过程中体现对系统个体多样性、边界设定与心理尊严的尊重。

### 图帕
图帕（tulpa）是一种起源于藏传佛教神秘传统的概念，最初指通过冥想或精神修炼所“造化”出的自主存在。在现代网络社群中，该概念被重新诠释为一种有意识地创造自主意识体的行为，其过程被称为“创造 tulpa（tulpamancy）”。
现代意义上的 tulpa 通常被视为系统中的一种成员，与其他成员一样具有独立的思维、情感、记忆与身份认同。与因创伤或自然分化形成的系统成员不同，tulpa 被认为是由宿主（host）通过想象、集中注意力、内部对话等方式主动建立的意识存在。
在多意识体社群中，根据埃蒙加德分类法，tulpa 系统被归为创造型系统，意指系统成员是主动生成的。这类系统强调与 tulpa 之间的伙伴关系、共生与合作，而非病理或创伤背景。
虽然 tulpa 系统在部分多意识体社群中被接纳为合法的系统形式，但也存在争议。一些临床观点质疑 tulpa 是否属于解离性现象，认为其更接近角色内化或高级想象体验；而某些创伤系统成员则担心 tulpa 文化会削弱公众对 DID 等病理性系统的理解和支持。
除此之外，医学领域对于创造 tulpa 是否会诱发心理或精神疾病也存在担忧，或对于 tulpa 本身是否属于病理性现象存在争议。
尽管如此，tulpa 社群不断发展，建立了多个独立平台、教程库与支持网络（如 tulpa.info （页面存档备份，存于）和tulpa.cn （页面存档备份，存于）等），强调“自愿性、多样性与心理自治”为其核心价值。目前，许多系统将 tulpa 成员与其他类型系统成员并列，强调对各类意识体状态的平等尊重。

### 批评与争议
多意识体社群尤其是非临床系统（如自发型系统、tulpa 系统等）的存在引发了持续争议。一些心理健康从业者质疑此类系统的科学依据，认为缺乏实证研究支持其“自主意识体”之存在，担心这类认同可能掩盖未被诊断的精神障碍，如边缘型人格障碍、强迫性幻想障碍或轻型解离性障碍。部分研究者指出，“自我诊断”（self-diagnosis）或“自我标记”（self-labeling）现象可能引发误诊、误解，甚至将正常的心理防御机制或幻想活动误认为结构性解离。
另一方面，部分多意识体社群成员认为，主流精神医学对“身份状态”的界定过于狭隘，忽视了文化、认知、灵性与神经多样性的广泛表现。他们主张应对多样意识状态采取更包容的态度，强调体验真实性（experiential validity）不应仅由临床标准裁定。
社群内部也存在关于“合法性”的争议，例如“是否必须有创伤经历才是真系统”“内源系统是否等同于幻想”等分歧。有观点批评将系统划分为“真的”和“假的”会进一步边缘非典型系统成员，制造“多意识身份等级”。
此外，公众媒体中将“多重人格”作为惊悚标签或娱乐元素的做法，也遭到社群批评，认为这加剧了对系统的污名化与误解。
尽管多意识体作为身份概念仍处在边缘位置，但其在社交平台、心理支持网络和神经多样性运动中的逐渐可见，促使学术界开始重新审视传统自我模型与人格整合理论的局限。